# Kiowes
Els kiowa són una tribu índia de la família lingüística kiowa-tano, el nom de la qual prové de la deformació del nom que els donaren els comanxe, ka-i-gwu o gaiqwu, que vol dir "dues meitats diferents", vingut al seu torn d'aquell que els atribuïen els enemics, kwa’da ("arrencant"). Ells s'anomenaven tepda ("presentats"). Es subdividien en set bandes: kata ("mossegadors"), kogui (cervos), kaigwu, kingep o khe-ati ("grans escuts"), semat ("lladres", també coneguts com a kiowa-apatxe), kuato (extints), i sindiyvis ("fills de Saynday"). Originàriament vivien a les fonts del Mississipi i del Colúmbia. Cap al 1700 es traslladaren a l'oest de Montana, entre el desert i la planura, les Black Hills i el riu Platte, a l'actual Parc Nacional de Yellowstone, juntament amb els xoixons. A la acabances del segle xix foren assentats a la reserva de Fort Sill (Oklahoma), entre Washita i Three Rivers, on hi són la major part, encara que n'hi ha alguns grups a Colorado.

## Demografia

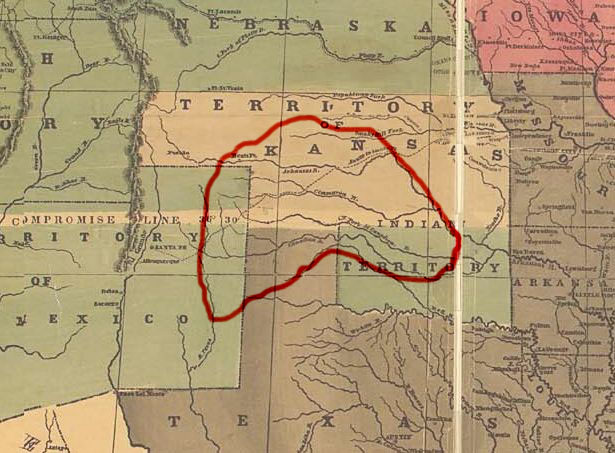
Territori tradicional dels kiowa

El 1930 eren uns 1.300 individus vivint a Fort Sill, on augmentarien a 2.692 el 1962. Pel 1970 es calculaven que eren 3.000, però pel 1980 n'hi havia prop 6.000 (dels quals 500 encara parlaven la llengua aborigen), i el 1990 eren declarats vora 8.500 arreu dels EUA. Segons dades del Bureau of Indian Affairs del 1995, la Kiowa Tribe de l'Agència Anadarko tenia 5.315 habitants (10.182 apuntats al rol tribal). El seu nombre és d'uns 12.000 individus.

## Costums i tradicions
Físicament són alts, corpulents i eren bel·licosos, amb la cara fosca, i parlen una llengua que pot sonar aspra i gutural.
No eren conreadors, vivien en tipis i eren nòmades des que adquiriren cavalls després d'entrar en contacte amb els espanyols. Tenien societats guerreres els membres de les quals augmentaven el seu estament segons llurs proeses. Els Dog Soldiers eren els defensors de la tribu, i es dividien en cinc societats: els més joves eren els polanyup ("conills") i els més alts els koitsenko.
Creien en somnis i visions que donaven poder sobrenatural en la guerra i la cacera. També creien que deu amulets de medicina eren els protectors de la tribu. Celebraven la Dansa Kiowa del Sol, i juntament amb els comantxe van desenvolupar el culte al peiot. Entre llurs mites hi ha el de saynday, "creador del món", i mankiah, el primer cavall arribat com un huracà. A més, el tai-me era la possessió més sagrada, amb poder espiritual i figura central de la dansa del sol.
Tenen un calendari històric d'ençà del 1832 fins al 1939, pintats dos cops l'any cada estiu i cada hivern en pells per un artista de la tribu, i hi feien figurar els principals esdeveniments tribals. Aquest tret els ha mantingut força fidel a llur antiga civilització i refractaris a la moderna.

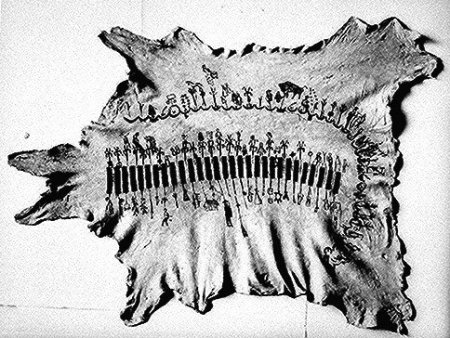
Calendari kiowa de 37 mesos, 1895

## Govern

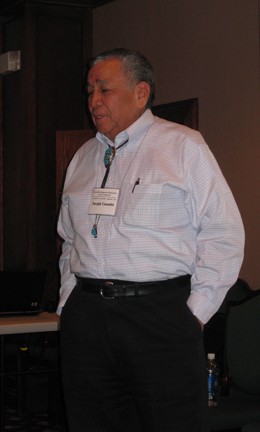
J.T. Goombi, antic cap tribal Kiowa tribal i primer vicepresident del National Congress of American Indians

La Tribu Kiowa d'Oklahoma té la seu a Carnegie (Oklahoma). La seva àrea estadística tribal inclou els comtats de Caddo, Comanche, Cotton, Grady, Kiowa, Tillman, i Washita. Per a ser membre reconegut de la tribu cal un quàntum de sang mínim d'1/4 d'ascendència kiowa.
Cap al 2011 el seu comitè de treball era format per:
- President: Ronald "Dawes" Twohatchet
- vicepresident: Amber Toppah
- Secretari: Charlotte Bointy
- Tresorer: June Artichoker
- Membre del comitè: Steven Smith
- Membre del comitè: Alva D. Tsoodle
- Membre del comitè: Ricky Horse

## Història
El primer europeu que els visità al seu territori originari fou el francès René Robert Cavelier de La Salle el 1682, qui en donaria també les primeres notícies. Cap al 1700 es traslladaren de les fonts del Mississipi a les Black Hills i el riu Yellowstone, on s'enemistaren amb la Gran Nació Sioux i apatxes; el 1781 atacaren els campaments arikara i patiren una epidèmia de verola, que matà uns 2.000 individus i els deixà reduïts a 300 guerrers. També el 1790 visitaren Nou Mèxic, on comprarien armes i cavalls als espanyols.
El 1795 es dividiren en dos grups: els del Nord, que lluitaren contra els sioux, i els del sud, aliats dels comanxe (gràcies a la pau signada pel cap kiowa Guikate i el cap comanxe Pareiyi), que es tornarien a unificar el 1806. A la primavera del 1805 foren visitats per Lewis i Clark, qui en comptaren 700 a Nebraska i també 300 kiowa-apatxe.
Cap al 1805, segons el visitant francès Baptiste de La Lande, partiren per l'est de Colorado i oest d'Oklahoma; mantingueren la confederació amb els comanxe, segons els acords de pau del 1790, i amb ells d'ençà del 1840 atacarien als colons de Texas, aliats dels crow i enemics dels xeienes.
Del punt de vista històric, tenen un abans i un després de l'any 1833, l’Imkodatando Pai ("l'estiu que tallaren els nostres caps"), any en què encetaren el calendari. Llurs enemics osage aprofitaren que la major part de guerrers eren cansats després d'una batuda guerrera i atacaren el campament, mataren el capitost A'date, decapitaren tots els morts en la lluita, i els robaren el tai-me. El sue successor Dohasan o Little Bluff (mort el 1867) pactà amb els osage i aconseguí que el 1836 els tornessin el tai-me.
El 1834 signaren la pau amb els osage, i el 1840 amb xeiene i arapahos. El 1837 els capitostos kiowa Takatacouchi, Sensondacat i Kehinki signaren el primer pacte amb els EUA a Fort Gibson. Units a comantxe, apatxe i xeiene, el 1850 temptaren d'impedir l'entrada a Territori Indi de les tribus orientals. Per aquesta raó llur capitost Setangya o Sitting Bear signaria amb els EUA el Tractat de Fort Atkinson el 1853. Això no els evitaria, però, dnhaver d'afrontar el govern estatal de Texas, qui s'alià amb mercenaris tonkawa, wichita i caddos.
Tanmateix, però, el 21 d'octubre del 1867 foren obligats a signar el Tractat de Medicine Lodge Creek, pel qual s'incorporaven a una reserva. Però el desembre del 1868 refusaren de retre's, i a l'estiu del 1870 els capitostos Satanta, Satank, Guipago i Tene-angop'te o Kicking Bird (mort el 1875) organitzaren una campanya guerrera arreu de Texas. Pel juny del 1871 foren detinguts per soldats nord-americans Satanta, Satank, Mamanti i Big Tree, i conduïts a Jacksboro (Texas) per a ser-hi jutjats.
Allí hi morí Satank provant de fugir, i els altres foren condemnats a mort, però els fou commutada per presó perpètua al penal de Huntsville.
Tanmateix, Guipago i Kicking Bird s'escaparen de la reserva i aconseguiren entrevistar-se amb el president Ulysses S. Grant l'agost del 1872. Guipago li prometé d'establir-se a 100 kilòmetres de Fort Sill si alliberava els presos. Així, Satanta i Big Tree foren alliberats l'agost del 1873, però les autoritats nord-americanes no pogueren impedir que el 27 de juny del 1874 tant Satanta com Guipago, amb nombrosos guerrers kiowa s'unissin al capitost comanxe Quanah Parker a Palo Duro.

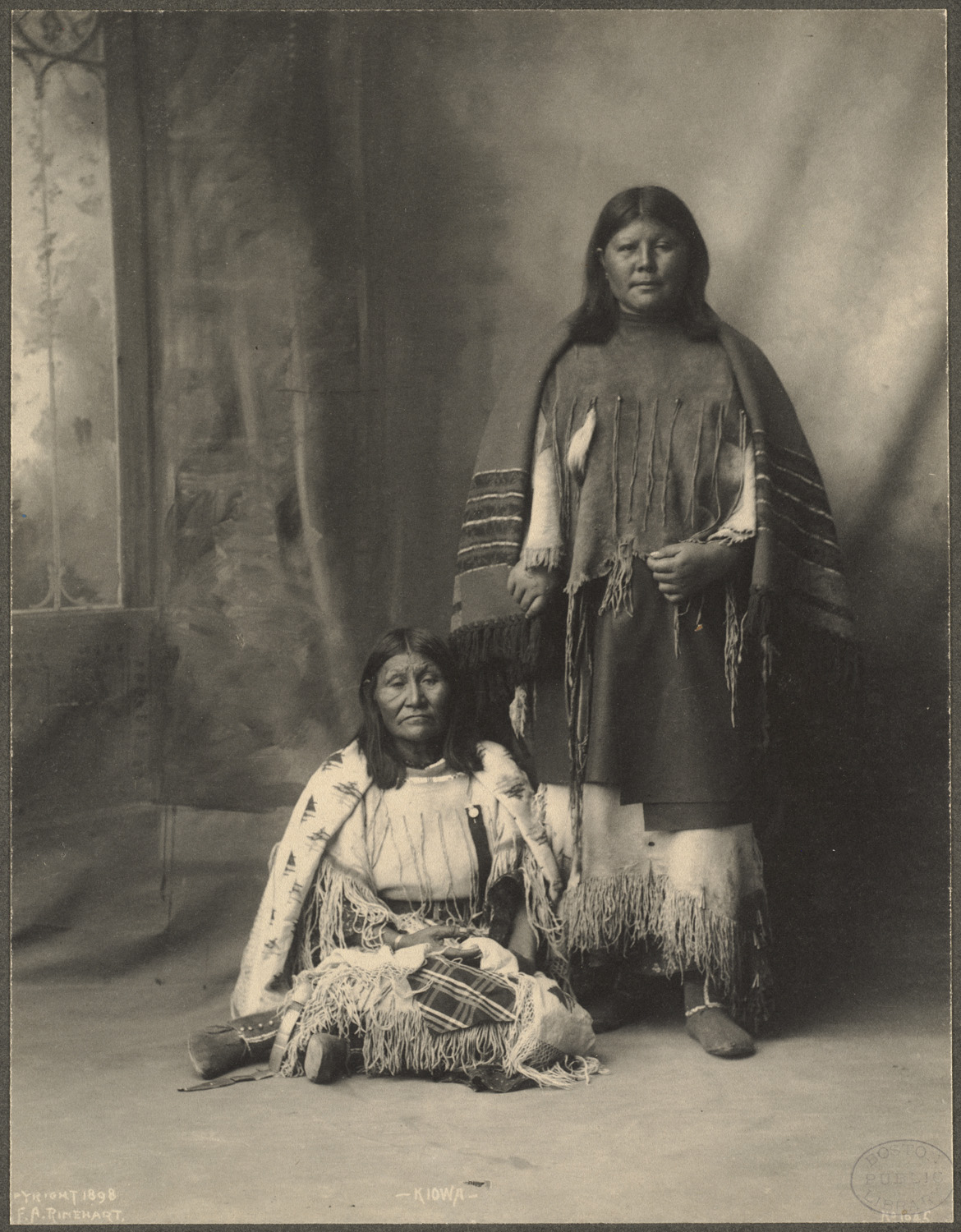
Dones kiowa

Guipago es va retre amb 253 kiowa el 25 de febrer del 1875, i Satanta tornà presoner a Texas, on se suïcidà el 1878. Mamanti, Guipago i 23 més foren duts el 1875 a la presó de Fort Marion (Florida). Tant Guipago, com Mamanti i Kicking Bird van morir entre 1876 i 1881. Abans, però, el capitost Kicking Bird esdevingué predicador de la Dansa del Sol, que prengué el nom de Kodolia Pa Kado o Oak Creek Sundance, que fou prohibida a comptar del 1887 per les autoritats i abandonada pels kiowa gràcies als oficis d'A'praten, nebot de Guipago.
Del 1875 ençà ocuparen amb els comanxe la reserva de Fort Sill, on el 1889 els foren adjudicades 20 reserves, i el setembre del 1892 Joshua Givens, fill de Setangya, aconseguí que se la separi de la comanxe; cap al 1901 els va ser parcel·lada, malgrat les protestes dels capitostos i oberta a la colonització blanca. A les reserves, endemés, patiren aculturació i maltractaments. El 1891 uns 200 nens moriren de fred i malalties, cosa que facilitaria el 1893 les tasques de predicació de la Dansa dels Esperits (Ghostdance) mercè el deixeble kiowa de Wovoka, Paingya. Alhora, el fill més gran de Satanta, Odlepauh, es convertí al cristianisme i es va fer predicador també. El 1892 el capitost Setan s'entrevistà amb l'etnòleg James Mooney i li parlà del Gran Calendari de la història kiowa.
D'ençà del 1901 el cap Delos K. Lone Wolf, predicador de la Native American Church, protestà davant el Congrés contra el Jerome Agreement que permetia la colonització blanca. Per bé que el Tribunal Suprem el desestimà, aconseguiria el 1906 que el govern entregués 160 acres de terra a cada kiowa.
La dècada del 1920-1930 fou influïda pels kiowa six, artistes en pintura i escriptura que foren Monroe Tsotake (1904-1937), Stephen Mopope (1898-1974), Spencer Asah (1910-1954), James Auchiah (1906-1974), Jack Hokeah i Bou-ge-tah Smoky (1907-1981). Tots aquests foren els primers kiowa admesos a la Universitat d'Oklahoma el 1928.
El 1950 antics veterans de la primera i segona guerres mundials crearen la Black Leggins Society, per tal d'agrupar-se i defensar els interessos de la tribu. Però hi hagué una forta crisi econòmica que provocà una forta emigració (el 1964 hi havia 150 kiowa a Oakland, Califòrnia) i desocupació (un 23% a Fort Sill el 1970). Durant aquells anys també presentaren demandes amb altres tribus contra el govern federal, de manera que el 1960 aconseguiren que el govern dels EUA lliurés 200 dòlars per cap a 10.000 kiowa, comanxe i kiowa-apatxe com a indemnitzacions a l'Indian Claims Commission.
Darrerament, els kiowa més coneguts són Kirke Kickingbird, antic fiscal federal que tornà a les tradicions del seu poble; i Pressly Ware, elegit cap de la tribu el 1982.

## Llista de kiowa cèlebres
- Dohasan
- Satanta
- Satank
- Guipago
- Kicking Bird
- Cavall Blanc
- Kirke Kickingbird
- Scott Momaday
- Hanay Geiogamah